# Dyveke Sigbrittsdatter
Se også Dyveke (pigenavn).
Dyveke Sigbrittsdatter, også kaldet Dyveke Villomsdatter (ca. 1490, Amsterdam – 21. september 1517 i København) var den danske konge Christian 2.'s elskerinde. Dyveke, hvis navn betyder "lille due", var datter af Sigbrit Villoms, også kaldet "mor Sigbrit". Hun stammede fra en hollandsk familie, som flyttede til Bergen i Norge. Dyvekes far har heddet Ottike, for på sin gravsten stod hun med navnet Duef Ottikesdochter.

## Mødet i Bergen
Der findes to beretninger om, hvordan Christian 2. mødte Dyveke; de lader sig ikke kontrollere, men stemmer godt overens og bygger efter alt at dømme på en levende, mundtlig tradition. Ifølge Hans Svaning, som ikke nedskrev historien før i 1570'erne (Christiernvs II, Daniæ Rex), var det Erik Valkendorf, der fik øje på Dyveke på gaden i Bergen. Ligeså smuk som datteren var, ligeså fæl var hendes mor angiveligt. Mor og datter stod ved en handelsbod ude på gaden, hvorfra de solgte "sukkerstads og andre ligegyldige sager". Valkendorf udmalede Dyvekes skønhed for kongen, da han kom tilbage til Akershus, så Christian 2. hverken fik rast eller ro, før han fik set vidunderet, og begav sig over høje bjerge og dybe dale den lange vej til Bergen.  Der inviterede han byens borgerskab til et bal på Bergens rådhus, og sørgede for, at Dyveke og hendes mor var blandt dem. Da ballet var over, overtalte han Dyveke til at overnatte på kongsgården. Det lyder som eventyret om Askepot.
Mere pålidelig er nok Arild Huitfeldts beretning fra slutningen af 1500-tallet i Danmarckis Riges Krønicke. Ifølge Huitfeldt mødtes de to i 1507 (mens Svaning siger, det skete i 1509) på et bal på Bergens rådhus. Huitfeldt beskriver prins Christians intense forelskelse i pigen, som han - efter aftale med hendes mor - gjorde til sin frille samme aften. Samtidens opfattelse af mødets skæbnetunge betydning fremgår af Huitfeldts kommentar om, at dansen i Bergens rådhus "volte at hand siden danzit fra disse tre Konge Riger, Danmarck, Sverig oc Norge".
Men et sted har de jo mødtes. Dyvekes morbror Herman Willemzoon blev i 1512 lensmand på Bergenhus, og mest sandsynligt har kongen mødt Dyveke dér under et af sine ophold i Bergen.
Dyvekes forhold til Christian 2. var en aftale mellem ham og hendes mor. Frederik 1.s kansler skrev i 1530'erne om Sigbrit, at hun "prostituerede sin egen datter til kongen, som en ond kvinde". Lars Bisgaard har foreslået, at Sigbrit at måske var bordelmutter og Dyveke kun en af hendes piger; men det må skyldes en mistolkning af ordet puelshafft (= frille) som "prostitueret". Måske brød Dyveke sig ikke en gang om kongen - eller måske var hun overlykkelig. Christian var ikke så meget ældre end hende; en flot ung mand, rig og velklædt. Datidens fyrster holdt sig åbent med friller; kejser Maximilian 1. havde mere end et dusin børn født udenfor ægteskab, og Henrik 8. af England gjorde sin frillesøn til hertug af Richmond. Og da han vendte tilbage til Oslo, lod han bygge et stenhus (i Bjørvika lige ved Akershus Slot), der blev Dyvekes og mor Sigbrits hjem. (Svaning så ruinen efter huset i 1548.) Men mundtlig overlevering udlagde derimod et hus i Konows gate 7B som "Dyvekes hus".

## Kongens frille i København
Da Christian blev konge i 1513, valgte han som sin hovedresidens Københavns slot. Dyveke og Sigbrit flyttede ind i Hvidøre Slot ved Skovshoved, som kong Hans havde ladt bygge på en klippe med udsigt over Øresund. Det var ingen hemmelighed, at Christian havde en frille, men han kan have ønsket at være diskret om det. Problemet var, at han skulle giftes med Elisabeth af Habsburg. Ærkebiskop Erik Valkendorf og Elisabeths familie forsøgte derfor at overtale ham til at droppe forholdet, der vakte almen forargelse. Kongen afslog, og forholdet til Dyveke kom til at vare i ti år - også efter, at udsendinge fra Elisabeths farfar, kejser Maximilian 1., i 1516 (året efter brylluppet) kom til Danmark for at forlange, at Dyveke straks skulle forlade landet - ellers ville der ske hende en ulykke. Men ikke en gang denne åbne trussel fik kongen til at afslutte skandalen. Tværtimod; selv om Christian nu var en gift mand, syntes han Dyveke var for langt borte i Hvidøre. I slutningen af marts 1516 købte han en bygård ved Amagertorv af Mogens Gøye, og der flyttede Dyveke og Sigbrit ind, kun fem minutter at gå fra kongeslottet.

## Sagen mod Torben Oxe
Høvedsmanden på Københavns slot, Torben Oxe, var kendt som en brutal og hensynsløs mand, flere gange anklaget for voldsbrug og dokumentfalsk, men god til at indynde sig hos kongen. Angiveligt var han betaget af Dyveke, og da han en gang var alene med hende, skal han have antastet hende. Hvad det gik ud på - voldtægt eller kun nærgåenhed - melder historien ikke noget om. I hvert fald sagde Dyveke ikke noget til kongen. Hvis de var alene, og Dyveke intet sagde, er det uforståeligt, hvordan slotsskriveren Hans Faaborg fik nys om sagen. I hvert fald skal han have fortalt kongen hemmeligheden, og da han konfronterede Dyveke, skal hun have benægtet historien for at redde Torben Oxe ud af kniben. I stedet blev Hans Faaborg henrettet i 1516 - men han kendes kun fra Skibbykrøniken, og dér skriver Poul Helgesen, at det var for tyveri. Alligevel skal Dyveke have udbrudt, at hun var skyld i Faaborgs død. Året efter døde hun pludseligt. Det blev senere hævdet, at hun havde fået kirsebær tilsendt fra Torben Oxe, spiste dem, blev syg og døde - angiveligt fordi bærrene var forgiftet.
Christian, der var ude af sig selv af sorg, skal have lyttet til anklagerne om forgiftning, og at Torben Oxe stod bag. Ved tabet af Dyveke så kongen ud til at tabe sin mentale balance helt; fra da af blev hans optræden stadig mere ekstrem og voldelig. Rigsrådet skulle dog afgøre Oxes skyld eller uskyld, og de frikendte høvedsmanden. Men denne version af historien er ikke nedskrevet før mere end 50 år senere. Der er forskellige versioner - at Sigbrit havde bedt sin datter om at opmuntre Torbens tilnærmelser, så de to kunne blive gift - og at kongen selv stod bag planen, ligesom hans far kong Hans havde giftet sin frille Edele Jernskæg med en af hofmændene for at gøre hende respektabel, og samtidig holde hende i hoffets og sin egen nærhed. Som Oxes kone ville Dyveke frit kunne færdes på slottet.
Det vides ikke engang, om Torben Oxe faktisk var anklaget for drab på Dyveke. Det er sikkert, at han blev stillet for retten og henrettet nogle måneder efter hendes død, men samtidige kilder siger ikke noget om, hvad han var anklaget og dømt for - kun, at rigsrådet frikendte ham, og at kongen ikke kunne acceptere det, men indkaldte tolv bønder til ting på slotspladsen i København, og lod dem dømme i sagen. Det var helt ureglementeret; en adelsmand kunne ikke dømmes af bønder. Men retten fandt et smuthul, udtrykt sådan: "Vi dømmer ikke Torben, mens hans egne gerninger dømmer ham." Straffeudmålingen blev overladt til kongen. Han dømte Torben Oxe til døden.
I 1523 dukkede historien om de forgiftede kirsebær op. Danske adelige, der ville ramme Christian 2. og Sigbrit, hævdede i et skrift, at kongen fik Torben Oxe halshugget, fordi Sigbrit havde løjet om, at Oxe havde antastet hendes datter. Det mest sandsynlige motiv for et eventuelt drab på Dyveke måtte være, at nogen ville af med hendes mor. Og den danske adel fandt Sigbrit utålelig og kan have håbet, at hun ville miste grebet om kongen, hvis Dyveke faldt fra.
Habsburgerne - Christian 2.s svigerfamilie - havde tidligere udtalt sig truende, da de fandt ud af, at Christian holdt fast ved sin frille også som gift mand. Dronningens bror, Karl 5., sendte en delegation til Danmark for at få Dyveke fjernet fra Danmark, "enten med venskab eller på anden vis...med løfter eller med trusler...Og hvis hun ikke rejser, skal man, uagtet prisen, spille hende et groft puds og ikke hvile, førend hun er borte". Hvilket "groft puds" havde man her haft i tankerne?
Forholdet til svogeren Karl blev ikke bedre af, at Christian to år efter sit bryllup ikke havde set en øre af den enorme medgift, han var lovet i ægteskabskontrakten. I januar 1517 sendte han for anden gang en delegation til sin svigerfamilie i Burgund efter pengene. Denne gang truede han med at blokkere Øresund for skibe fra habsburgernes områder, eller beslaglægge skibene og deres last. Men hvis Huset Habsburg følte sin ære krænket af det, blev æren ikke genoprettet i andres øjne ved et giftmord på en ung pige.
Den vilkårlige henrettelse af Torben Oxe vakte enorm opsigt i samtiden, ikke mindst fordi Torben Oxe først blev frikendt af sine ligemænd i rigsrådet. Muligvis gjaldt anklagen i rigsrådet underslæb i stillingen som høvedsmand; for bondedomstolen var anklagen udvidet til at gælde giftmord. I Skibbykrøniken hævdede Poul Helgesen, at Torben Oxe og hans fætter Knud Pedersen Gyldenstierne havde sendt "den syge skøge" forgiftede kirsebær. Imidlertid var det slet ikke sæson for kirsebær.
Sigbrit klandrede Erik Valkendorf for sin datters død. "Hun beskylder mig åbent, og ingen anden på jorden, for sin datters død. Gud ved, at jeg er uskyldig. Hun siger, at det skal koste mig livet." Denne trussel kendes dog kun fra Valkendorf selv. Han opholdt sig i Trondheim, da Dyveke døde, så Sigbrit må i så fald have ment, at han fik andre til at overbringe giften.

## Eftermæle
Dyveke blev gravlagt i Karmeliterordenens kloster i Helsingør. I dag er hendes gravsted ukendt; men det er sikkert, at der fandtes en nu forsvundet gravsten med hendes gravskrift, hvor hun blev kaldt "Duef Ottikesdochter". Munkene skal ikke have brudt sig om at få en frille begravet i klosteret, og måske bødede kongen på den skændsel, da han skænkede dem en Sankt Jørgensgård i København. I lang tid forlød det, at Dyveke lå begravet lige inden for en nu tilmuret dør i den nordlige ende af vestfløjen. Her skulle "lemmerne" (dvs. klosterets beboere), spytte, når de gik forbi. Indtil slutningen af 1800-tallet lå der nogle store gravsten inden for indgangen i vestmuren. Da de blev fjernet, fandt man nogle skeletter, men de blev aldrig undersøgt.
Dyvekeskolen på Amager er navngivet efter hende.

## Kunstneriske gengivelser
- Digtet Dyveke af Sophus Claussen